# Kōji Yamazaki
Kōji Yamazaki (山崎 幸二, Yamasaki Kōji) est un général japonais né le 16 janvier 1961 à Nishikatsura, dans la préfecture de Yamanashi. Il devient chef d'État-Major des armées des Forces japonaises d'autodéfense en avril 2019, en remplacement de l'amiral Katsutoshi Kawano. Il prend sa retraite et laisse sa place le 30 mars 2023 au général Yoshihide Yoshida.

## Distinctions

### Décorations étrangères
- Officier de la Légion d'honneur[3] (France)
- Officier de l'Ordre d'Australie[4] (Australie)
- Commandeur de la Legion of Merit[5] (États-Unis)